# Gorčica
Gorčica (lat. Cicendia),  monotipski rod korisnih jednogodišnjeg raslinja iz porodice Sirištarki. Domaće područje ovog roda je Mediteran, pa na sjever do Britanskog otočja, uključujući i Hrvatsku, a uvezena je i u Australiju.
Jedina vrsta je nitasta gorčica, C. filiformis, dok je Cicendia quadrangularis (Lam.) Griseb., sinonim je za Microcala quadrangularis (Lam.) Griseb.
- C. filiformis
- C. filiformis
- C. filiformis
- C. filiformis

## Sinonimi
- Centaurium filiforme (L.) E.H.L.Krause; Sturm, Fl. Deutschland, ed. 2, 10: 15 (1903)
- Cicendiola filiformis (L.) Bubani; Fl. Pyren. 1: 536 (1897)
- Erythraea luteola Pers.; Syn. Pl. 1: 283 (1805)
- Exacum filiforme (L.) Sm.; Engl. Bot. 4: t. 235 (1795)
- Exacum filiforme (L.) Willd.; Sp. Pl. 1: 638 (1798), isonym
- Exacum pulchellum Pursh; Fl. Am. Sept. 1: 100 (1813)
- Franquevillia minima Gray; Nat. Arr. Brit. Pl. 2: 338 (1821 publ. 1822), nom. superfl.
- Gentiana filiformis L.; Sp. Pl. 231 (1753)
- Hippion filiforme (L.) F.W.Schmidt; Roem. Arch. 1: I. 11 (1796)
- Microcala filiformis (L.) Hoffmanns. & Link; Fl. Port. 1: 359 (1813-1820)